# Ruellia holm-nielsenii
Ruellia holm-nielsenii är en akantusväxtart som beskrevs av Wassh.. Ruellia holm-nielsenii ingår i släktet Ruellia och familjen akantusväxter. Inga underarter finns listade i Catalogue of Life.